# Antarchaea flacillalis
Antarchaea flacillalis là một loài bướm đêm trong họ Noctuidae.